# Колон, Карлито
Ка́рлос Э́двин Коло́н-младший (англ. Carlos Edwin Colón, Jr., род. 21 февраля 1979, Сантурсе) — пуэрто-риканский рестлер, известный по выступылениям в WWE под именем Карлито.
Колон — член рестлинг-семьи, сын Карлоса Колона-старшего. Он дебютировал в промоушене своего отца, World Wrestling Council (WWC), в итоге 17 раз выиграл универсальное чемпионство WWC в тяжёлом весе. В первые годы своей карьеры он выступал за X Wrestling Federation и Funking Conservatory.

## В рестлинге
- Завершающие приемы
  - Backstabber / Backcracker[1] (Double knee backbreaker)[2]
  - Figure four leglock[2] — OVW;
  - Outward rolling cutter[3] — 2005
  - Overdrive[2] — 2004

- Прозвища
  - «The Caribbean Bad Apple»[3]

## Титулы и достижения
- |  | Информация в этой статье или некоторых её разделах устарела. Вы можете помочь проекту, обновив её и убрав после этого данный шаблон. (8 октября 2023) |
  - !Bang! / Funking Conservatory
    - FC Television Championship (1 раз)[4]

  - Pro Wrestling Illustrated
    - PWI ставит его под № 27 в списке 500 лучших рестлеров 2006 года[5]

  - World Wrestling Council
    - WWC World Heavyweight Championship (11 раз)
    - WWC World Tag Team Championship (2 раза) — с Эдди Колоном (1) и Коннаном (1)[6]

  - World Wrestling Entertainment
    - Командный чемпион мира (1 раз) — c Примо[7]
    - Командный чемпион WWE (1 раз) — с Примо[8]
    - Интерконтинентальный чемпион WWE (1 раз)[9]
    - Чемпион Соединённых Штатов WWE (1 раз)[10]